# Serguéi Yesenin
Serguéi Aleksándrovich Yesenin (en ruso: Сергей Александрович Есенин.; Konstantínovo, Imperio ruso, 21 de septiembrejul./ 3 de octubre de 1895greg. - Leningrado, Unión Soviética, 28 de diciembre de 1925), su nombre puede transliterarse como Serguéi Aleksándrovich Esenin y el nombre a veces Sergei (en su transcripción inglesa) o Sergéi, fue un destacado poeta ruso y uno de los fundadores de la corriente de Imaginismo ruso.

## Primeros años
Nació en la aldea de Konstantínovo, Gobernación de Riazán, a orillas del río Oká, a unos 200 km al sureste de la ciudad de Moscú.
Estudió en escuelas religiosas la secundaria tres años, entre 1909 y 1912, para ser maestro en la escuela de Spas-Klépiki donde ahora se ubica su museo. Entonces ya gustaba de la poesía, leía a Aleksandr Pushkin, Mijaíl Lérmontov y otros poetas, componía sus propios poemas y declamaba ante sus compañeros y ante los viajeros en la estación del tren.
Su padre lo llevó en 1912 a Moscú a trabajar en un almacén, labor que no fue de su gusto. Trabajó como corrector de pruebas en tipografías entre 1913 y 1914. Tuvo su primer hijo con su compañera de trabajo Anna Izryádnova.
Participó del círculo literario del poeta campesino Iván Súrikov. A comienzos de la I Guerra Mundial, sus integrantes publicaron el diario «El amigo del pueblo». Para este periódico Esenin escribió su Papamosca, secuestrado por la censura zarista antes que viera la luz, sin que haya sido conservado. Asistió a la Universidad Popular de Shaniavski, primera institución a la cual se podía asistir libre y gratuitamente, y en donde dictaban conferencias importantes catedráticos.

## Salto a la fama
Fue a vivir a Petrogrado, lo que provocó un cambio definitivo en su vida literaria. Fue reconocido por Gorki como exponente de la intelectualidad campesina. Esenin le entregó, para su publicación, el poema Marfa Posádnitsa (sobre Marfa Borétskaya), pero la censura zarista lo vetó. Mantuvo correspondencia con Aleksandr Blok. En 1915 se hizo gran amigo de Rúrik Ívnev y del poeta Serguéi Gorodetski, quien lo presentó en círculos literarios importantes. Conoció luego al poeta Nikolái Kliúyev, cuya figura tuvo para Esenin una significación especial y con quien trabajó conjuntamente entre 1916 y 1918. En 1916 se casó con la actriz Zinaída Raij, con quien tuvo un hijo y una hija, Konstantín y Tatiana. Luego de divorciarse de Esenin, Zinaída Raij se casaría con el famoso director de teatro Vsévolod Meyerhold.

## La revolución
Esenin que simpatizaba con los socialistas revolucionarios de izquierda, recibió con entusiasmo la Revolución de Octubre de 1917:
¡Oh Rusia, lánzate
hacia un nuevo horizonte!
Bajo otros nombres late
una nueva estepa.
Aunque no militaba con los bolcheviques, escribía:
El cielo es como una campana,
como el tiempo mis palabras,
como mi madre la patria,
y yo me siento bolchevique
En el poema Inonia (Otra) expone su mesianismo campesino, según el cual la revolución traerá a Rusia el reinado del mujik, el paraíso terrestre aldeano. 
Desde 1919 Esenin se propuso explicar el arte y el universo poético, a través de toda una teoría, contenida en el ensayo Las llaves de María y en el artículo Arte y vivencia donde expuso las bases del imaginismo ruso. Según éste, todo arte está basado en imágenes y es la plasticidad de dichas imágenes la que constituye la clave del arte popular ruso.

## Amor y tragedia

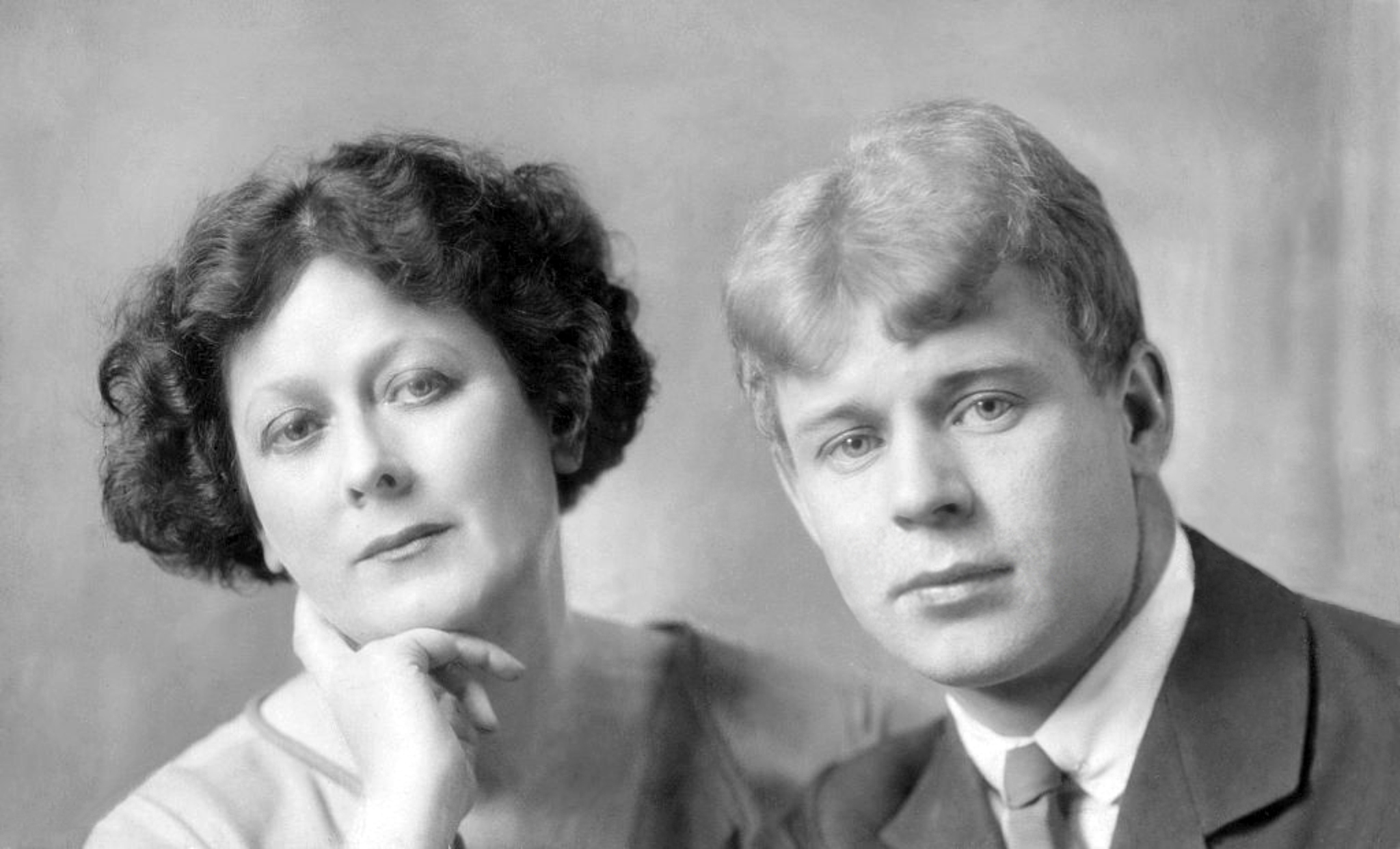
Isadora Duncan con Serguéi Yesenin, 1923.

En 1921 conoció a la bailarina Isadora Duncan, con quien protagonizó un famoso romance, publicitado como el amor entre el poeta campesino y la diva. Ellos se casaron el 2 de mayo de 1922 y viajaron por Europa Occidental y Estados Unidos. Regresó en mayo de 1923 acosado por el alcoholismo y por la nostalgia por Rusia y luego se divorció.
Tras amores pasajeros con la actriz Augusta Miklashévskaya y con Galina Benislávskaya, Esenin se casó de nuevo con Sofía Andréyevna Tolstáya (nieta de León Tolstói) en septiembre de 1924, pero este matrimonio duró apenas unos meses. En 1924, tuvo un hijo con la poeta y traductora Nadezhda Volpin, el futuro matemático y disidente Aleksandr Esenin-Volpin.

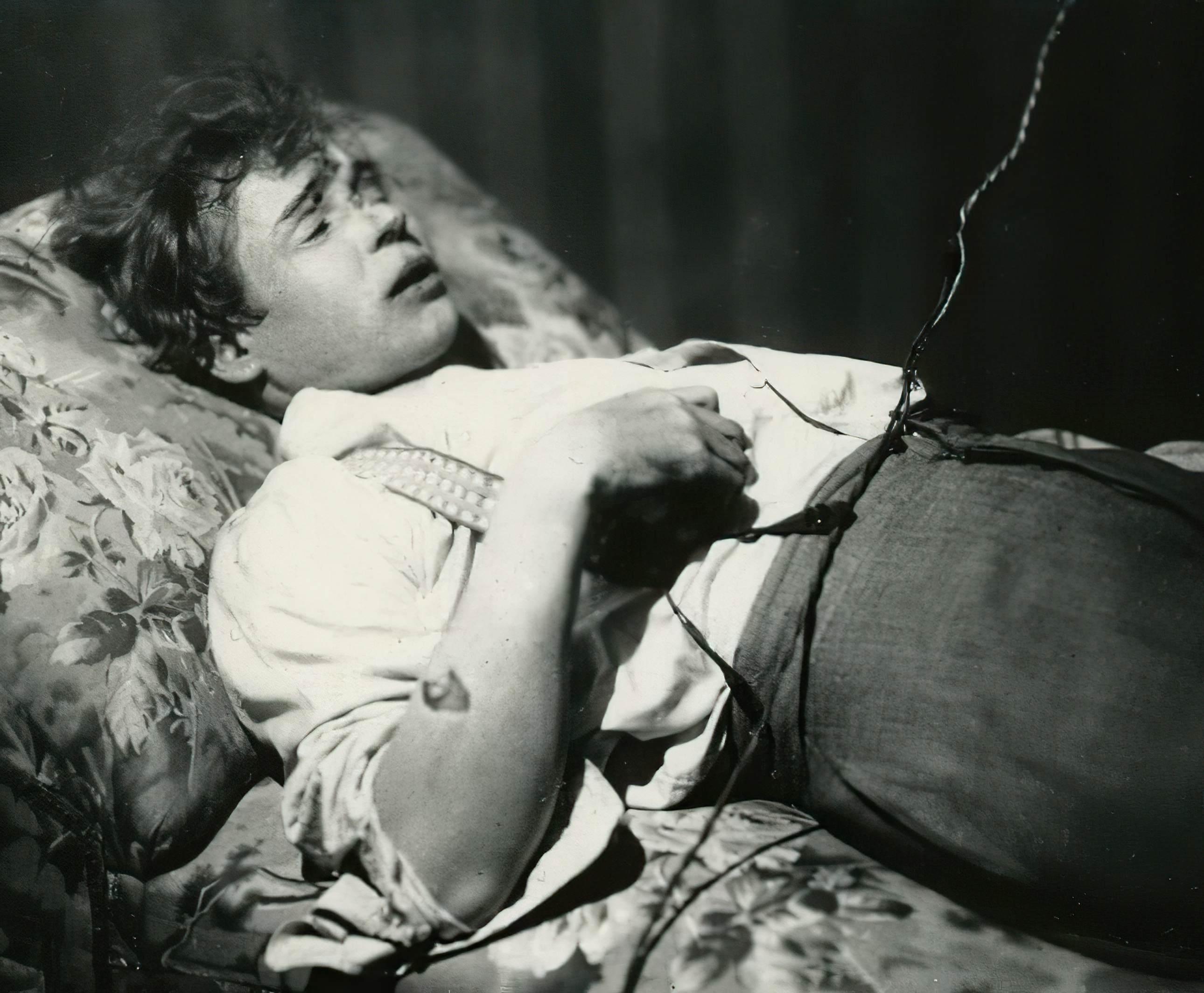
El cadáver de Yesenin, tras su suicidio.

El 27 de diciembre de 1925 fue encontrado muerto en su habitación del hotel Angleterre de Leningrado, se había suicidado ahorcándose. Dejó escrito un poema de despedida dirigido a su amigo el poeta Volf Ehrlich:
Adiós, amigo mío, adiós
tú estás en mi corazón.
Una separación predestinada
promete un encuentro futuro.
Adiós, amigo mío,
sin estrechar la mano ni palabra
no te entristezcas y ninguna
melancolía sobre las cejas
morir en esta vida no es nuevo,
pero tampoco es nuevo el vivir.
Antes había escrito:
Sí, yo poco me he dispuesto
para una vida en paz y entre sonrisas.
Y cuanto más corto ha sido mi camino
tanto mayores mis caídas.
Según sus biógrafos, el poeta atravesaba un profundo estado de depresión y se suicidó por ahorcamiento. Después del funeral en Leningrado, el cuerpo del poeta Yesenin fue transportado en tren a Moscú, donde también se organizó una despedida para los familiares y amigos del difunto. Fue enterrado el 31 de diciembre de 1925, en el cementerio Vagánkovskoye de Moscú. Su tumba está marcada por una escultura de mármol blanco.
Existe una teoría de que la muerte de Yesenin fue en realidad un asesinato por parte de agentes del OGPU que lo organizaron para que pareciera un suicidio. La novela Yesenin publicada por Vitali Bezrúkov está dedicada a esta versión de la muerte de Yesenin. En 2005, la serie de televisión Serguéi Yesenin basada en esta novela (con Serguéi Bezrúkov interpretando a Yesenin) se mostró en el Canal Uno de Rusia. Los hechos que tienden a apoyar la hipótesis del asesinato fueron citados por Stanislav Kunyáiev y Serguéi Kunyáiev en el capítulo final de su biografía de Yesenin.
Impresionado por su muerte, Vladímir Mayakovski compuso un poema titulado A Serguéi Yesenin, donde el final resignado del poema de despedida de Yesenin ("morir en esta vida no es nuevo,/ pero tampoco es nuevo el vivir") es contrarrestado por estos versos: "en esta vida morir no es difícil,/ construir la vida es más difícil". En una conferencia posterior sobre Yesenin, dijo que la revolución exigió "que glorifiquemos la vida". Sin embargo, el propio Mayakovski se suicidaría en 1930. En el artículo de 1926, titulado Cómo hacer versos, Mayakovski explica pormenorizadamente el proceso de creación de los versos dedicados a la muerte de Yesenin.

## Obras
- Escarlata al amanecer (1910) (Выткался на озере алый свет зари).
- El abedul (1913) (Берёза).
- Otoño (1914) (Осень).
- Radunitsa (1916) (Радуница).
- Barranco, 1916 (novela) (Яр).
- Golubén (1918) (Голубень).
- Inonia (1918) (Инония).
- Granuja (1919) (Хулиган).
- Las llaves de María (1919) (Ключи Марии).
- Las yeguas extraviadas (1919) (Кобыльи корабли).
- Soy el último poeta de la aldea (1920) (Я последний поэт деревни).
- Treriádnitsa (1920) (Трерядница).
- Tríptico (1920) (Триптих).
- Transfiguración (1920) (Преображение).
- Confesión de un granuja (1921) (Исповедь хулигана).
- Pugachov (1921) (Пугачёв).
- El país de los canallas (1923-1924) (Страна негодяев), pieza de teatro
- Moscú de las tabernas (1924) (Москва кабацкая).
- Ana Snéguina {1925) (Анна Снегина).
- El hombre negro (1925) (Чёрный человек).

### En antologías
- Poesía soviética rusa. Moscú: Editorial Progreso, 1965, pp.54-67. Edición bilingüe, recopilador y traductor Nicanor Parra
- Poesía rusa soviética (1917-1967). Edición especial de la revista Literatura Soviética, Moscú, 1967, N.º 6, pp.57-64, varios traductores

## Libros en español
- La confesión de un granuja, tr.: Jorge Teillier con Gabriel Barra; Editorial Universitaria, Santiago de Chile, 1973 (reedición: Editorial Pfeiffer, Santiago, 2012).
- El último poeta del campo, tr.: José Fernández Sánchez, Visor, Madrid, 1974

## Adaptaciones cinematográficas
- La película sobre la vida de Esenin